# Maison Petrelluzzi
La Maison Petrelluzzi est une demeure située au lieu-dit de Morne-Fleuri aux Abymes sur Grande-Terre dans le département de la Guadeloupe en France. Construite de 1955 à 1960 pour l'industriel Ferdinand Petrelluzzi par le cabinet d'architecture Corbin et Lubineau, elle est inscrite aux monuments historiques en 2008.